# Christian Wilhelm aus dem Winckel
Christian Wilhelm aus dem Winckel (* 6. Februar 1712; † 19. Mai 1775 in Leipzig) war Erb-, Lehn- und Gerichtsherr auf Möst und Schierau sowie zunächst sachsen-merseburgischer und später kurfürstlich-sächsischer Kammerherr und Kreishauptmann.

## Leben
Er stammte aus dem Adelsgeschlecht aus dem Winckel und war ein Vertreter der von 1527 bis Mitte des 19. Jahrhunderts existierenden Linie zu Schierau. Sein Vater war der sachsen-merseburgische Kammerjunker Ernst Dietrich aus dem Winckel (1679–1750), der am 14. Juli 1739 mit dem Rittergut Schierau im Amt Bitterfeld mitbelehnt wurde. Christian Wilhelm wurde zunächst General-Accis-Rath und später zum Kammerherrn und Kreishauptmann ernannt. 1750 erbte er gemeinsam mit seinem Bruder den väterlichen Lehnsbesitz, aus dem er im Teilungsrezess 1758 das Rittergut Möst erhielt, das fortan sein Wohnsitz wurde.
Verheiratet war er seit 20. Mai 1770 mit Augusta Friederika geborene von Nimptsch aus Dresden. Sie brachte durch Ehestiftung vom 17. April 1770 eine nicht unbeträchtliche Mitgift in die nur kurze Zeit währende Ehe des damals bereits 58-jährigen Christian Wilhelm ein. Nach dessen Tod musste sie von Dessau und später von Dresden aus lange gegen den neuen Besitzer von Möst, Leopold Ernst Ferdinand aus dem Winckel, prozessieren, bevor sie ab 1785 jährlich 255 Taler Wittumsgeld aus dem Rittergut Möst erhielt.
Christian Wilhelm aus dem Winckel starb am 19. Mai 1775 während eines Aufenthaltes in Leipzig. Seine Leiche wurde nach Schierau überführt und am 24. Mai 1775 in der Kirche von Schierau beigesetzt. Da er ohne einige Descendenz oder männliche Erben starb, fiel sein Lehnsbesitz an seinen älteren Bruder, den Geheimen Rat Carl August aus dem Winckel auf Kobershain und Naderkau, der ihn nur um wenige Monate überlebte.